# Список умерших в 629 году

## Апрель
- 2 апреля — Евстахий Люксёйский, аббат монастыря Люксёй, святой.

## Октябрь
- 18 октября — Хлотарь II, король франков из династии Меровингов (584—629).

## Дата смерти неизвестна или требует уточнения
- Абдуллах ибн Раваха, один из наиболее известных сподвижников пророка Мухаммада.
- Аль-Аша, арабский поэт.
- Виро, второй католикос Албании с титулом «католикос Албании, Лпинии и Чога».
- Джафар ибн Абу Талиб, сын Абу Талиба, двоюродный брат пророка Мухаммеда.
- Зайнаб бинт Мухаммад, старшая из дочерей пророка Мухаммада и Хадиджи.
- Зейд ибн Хариса, исламский полководец, сподвижник пророка Мухаммеда, его приёмный сын и вольноотпущенник.
- Иоанн I, епископ Пуатье.
- Кардариган, сасанидский военачальник.
- Коннад, король гэльского королевства Дал Риада (626—629).
- Рикберт, король Восточной Англии (627—629).
- Халима бинт Абу Зуайб, кормилица пророка Мухаммеда.
- Хосров III, царь царей (шахиншах) Ирана.
- Эохайд I, король гэльского королевства Дал Риада (608—629).